# Гийом Аполлинер
Гийо́м Аполлине́р (фр. Guillaume Apollinaire), настоящее имя — Вильгельм Альберт Владимир Александр Аполлинарий де Вонж-Костровицкий (пол. Wilhelm Albert Vladimir Apollinaris de Wąż-Kostrowicki; 26 августа 1880, Рим — 9 ноября 1918, Париж) — французский писатель, поэт, литературный и художественный критик, журналист, один из наиболее влиятельных деятелей европейского авангарда начала XX века. Издал новаторские сборники стихов «Алкоголи» (1913) и «Каллиграммы» (1918), сборник новелл «Убитый поэт» (1916). Вокруг него сформировался кружок поэтов-сюрреалистов, причём именно Аполлинер стал автором термина «сюрреализм».

## Биография и творчество

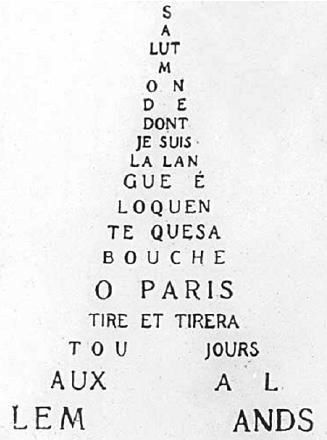
Каллиграмма Эйфелева башня

Мать Аполлинера — польская аристократка Анжелика Костровицкая герба Вонж, родившаяся в Великом княжестве Финляндском, в Гельсингфорсе. Родовая усадьба Костровицких, как и Мицкевича, находилась в Новогрудке (ныне Беларусь). Вильгельм и его брат Альберт родились у Анжелики в Риме, причём обоих она официально признала своими детьми не сразу. Кто был их отцом (отцами), неизвестно. Возможно, отцом будущего поэта был Франческо Флюджи д’Аспермонт, итало-швейцарский аристократ или итальянский офицер.
Детство Аполлинер провёл в Италии, учился в коллежах Монако, Канн и Ниццы, в 1899 году переехал с матерью в Париж. Специального образования не получил. В молодости Аполлинер некоторое время жил в Бельгии, где овладел валлонским языком достаточно хорошо, чтобы писать стихи, некоторые из которых сохранились.
В качестве литературного псевдонима Костровицкий выбрал французские варианты двух своих имён — Вильгельм (Guillaume) и Аполлинарий (Apollinaire; это имя носил также его дед). Основал ряд журналов, в том числе «Эзопов пир» (1904). В 1910-е активный публицист: хроникёр в «Меркюр де Франс», критик в «Пари-журналь» (Paris-journal); в 1912—1913 годах с Андре Билли редактировал журнал «Суаре де Пари» (Soirées de Paris), писал о современной живописи: «Художники-кубисты» (Les peintres cubistes, 1913). Поддерживал дружеские отношения с художниками Пабло Пикассо, Андре Дереном, Франсисом Пикабия, Морисом де Вламинком и Анри Руссо. В 1907 году познакомился с художницей Мари Лорансен; до 1912 года состоял с ней в любовной связи.
Весной 1917 года по личной просьбе Дягилева и Кокто Аполлинер выступил с манифестом искусства будущего, под названием «Новый дух». Сопровождая скандально прогремевший в мае 1917 года балет Эрика Сати «Парад», созданный «Русским балетом» в сотрудничестве с Пикассо, аполлинеровский «Новый дух» на добрые два десятка лет определил развитие молодой музыки Франции.
Его творчество оказало глубокое воздействие на формирование эстетики авангардизма.

### Политические убеждения
Увлекался идеями анархизма и выступал в защиту Дрейфуса.

### Похищение Джоконды
21 августа 1911 года «Мона Лиза» была похищена из Лувра. Главным подозреваемым стал Гийом Аполлинер, которого арестовали 7 сентября. Как выяснилось, любовник поэта бельгиец Жери-Пьере (Honoré Joseph Géry-Pieret), который жил с Гийомом в одной квартире, продолжительное время воровал из Лувра бесценные старинные иберийские статуэтки и продавал их Пабло Пикассо. Аполлинер успел отправить Пьере в Марсель, а оттуда в Александрию до того, как был арестован. Пикассо с двумя чемоданами, забитыми статуэтками, ночью бегал по Парижу, пытаясь сбросить краденое в Сену, но так и не решился (город был переполнен полицией). Поскольку скупщик краденого к тому моменту был уже знаменит, у него нашлись влиятельные покровители. Статуэтки по-тихому вернули в музей, Пикассо не тронули, а Аполлинера отпустили после пяти дней ареста за непричастностью к преступлению.

### Проза и антологии
Художественная проза Аполлинера отличается стилистическим мастерством и часто носит оттенок упрощённого имморализма и нарочитого эпатажа: роман «Одиннадцать тысяч палок» (Onze mille verges, 1907), повести «Рим под властью Борджиа» (La Rome des Borgia, 1913), «Конец Вавилона» (La fin de Babylone, 1914), «Три Дон Жуана» (Les trois Don Juan, 1914). В том же эстетическом ключе выдержана издательская серия «Мэтры любви» (Les maitres de l’amour, 1909—1914), куда Аполлинер включил подробно откомментированные тексты маркиза де Сада, Пьетро Аретино и др.; в 1913 году он составил каталог «Преисподняя Национальной Библиотеки» (L’Enfer de la Bibliothèque nationale).

### Поэзия

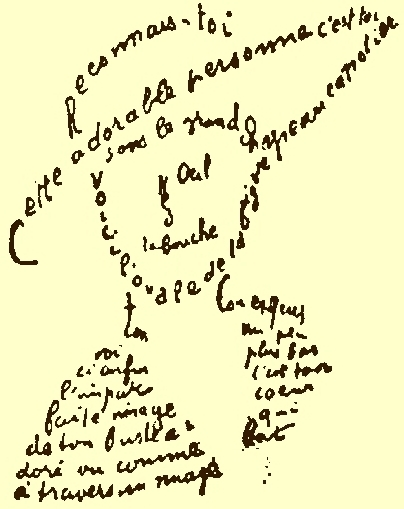
Каллиграмма

Одним из первых поэтических сборников Аполлинера стал цикл коротких стихотворных фрагментов «Бестиарий, или кортеж Орфея» (Le Bestiaire ou le cortège d’Orphée, 1911), где старинная поэтическая форма катрена и приемы эмблематического письма сочетались с исповедальной меланхолической интонацией. В 1913 году Аполлинер объединил свои лучшие стихи в первый крупный сборник «Алкоголи» (Alcools). Современники обратили внимание на новаторский характер сборника (отсутствие пунктуации, перепады тона, барочные образы). В 1916 году вышел сборник новелл «Убиенный поэт» (Le poéte assassiné), открывающийся мистифицированной и трагичной автобиографией; в 1918 появился сборник «лирических идеограмм» «Каллиграммы»(Calligrammes), отчасти предвосхищающий «автоматическое письмо» сюрреалистов, а также — провозглашённый в 1924 году румынским художником-сюрреалистом Виктором Браунером синтетический «Манифест пиктопоэзии».

### Аполлинер и сюрреализм
В конце 1910-х вокруг Аполлинера сложился круг молодых поэтов, назвавших себя сюрреалистами, — Андре Бретон, Филипп Супо, Луи Арагон, Жан Кокто. Термин «сюрреализм» принадлежит Аполлинеру; в 1917 была поставлена его «сюрреалистическая драма» «Сосцы Тиресия» (Les mamelles de Tirésias), где проблемы современности преподнесены в духе аристофановых фарсов.

## Последние годы

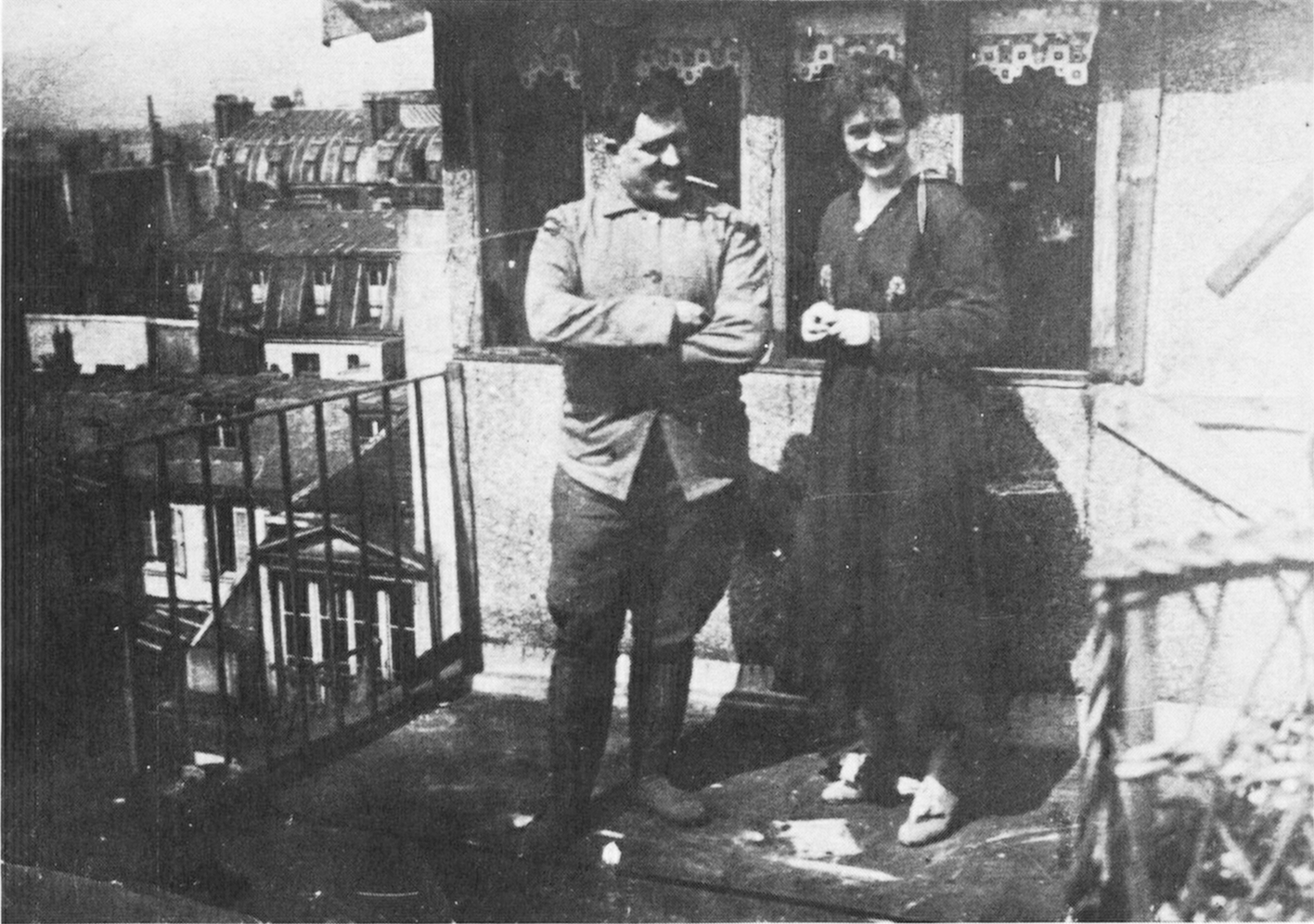
Аполлинер и его жена Жаклин на террасе своей квартиры на бульваре Сен-Жермен, 1918 год

В 1914 году Аполлинер ушёл добровольцем на фронт. 17 марта 1916 года был ранен в голову осколком снаряда, в мае перенёс трепанацию черепа. 2 мая 1918 года он женился на Эмме Луизе (Жаклин) Кольб. Осенью 1918 года Аполлинер, ослабленный операцией, умер от испанского гриппа во время эпидемии. Похоронен на кладбище Пер-Лашез в Париже.

## Собрания сочинений
- Œuvres poétiques. P., 1956 (имеется библ.)
- Œuvres complètes, t. 1-4, P., 1965—1966
- Œuvres en prose complètes. Vol.1-2. Paris: Gallimard, 1991 (Bibliothèque de la Pléiade)
- Собрание сочинений в 3 т. М.: Книжный клуб Книговек [Терра], 2011.

### На русском языке
На русский язык стихи Аполлинера переводили И. Тхоржевский, Б.Лившиц, М.Зенкевич, П. Антокольский, М. Кудинов, Э. Линецкая, М. Ваксмахер, Ю. Даниэль (под именем Б. Окуджавы), А. Гелескул, Г. Русаков, Б. Дубин, И. Кузнецова, А. Давыдов, Н. Стрижевская, Е. Кассирова, М. Яснов, О. Хаславский и др.

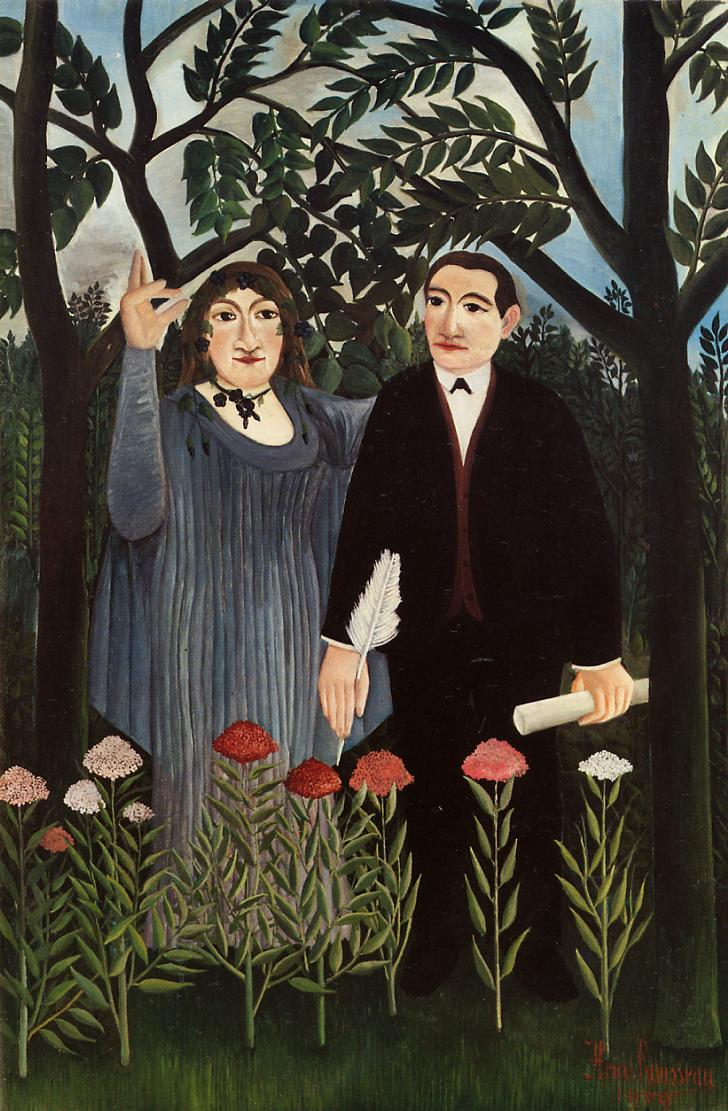
На картине А. Руссо «Муза, вдохновляющая поэта» (1909) в шаржированном духе изображены Г. Аполлинер и его возлюбленная М. Лорансен

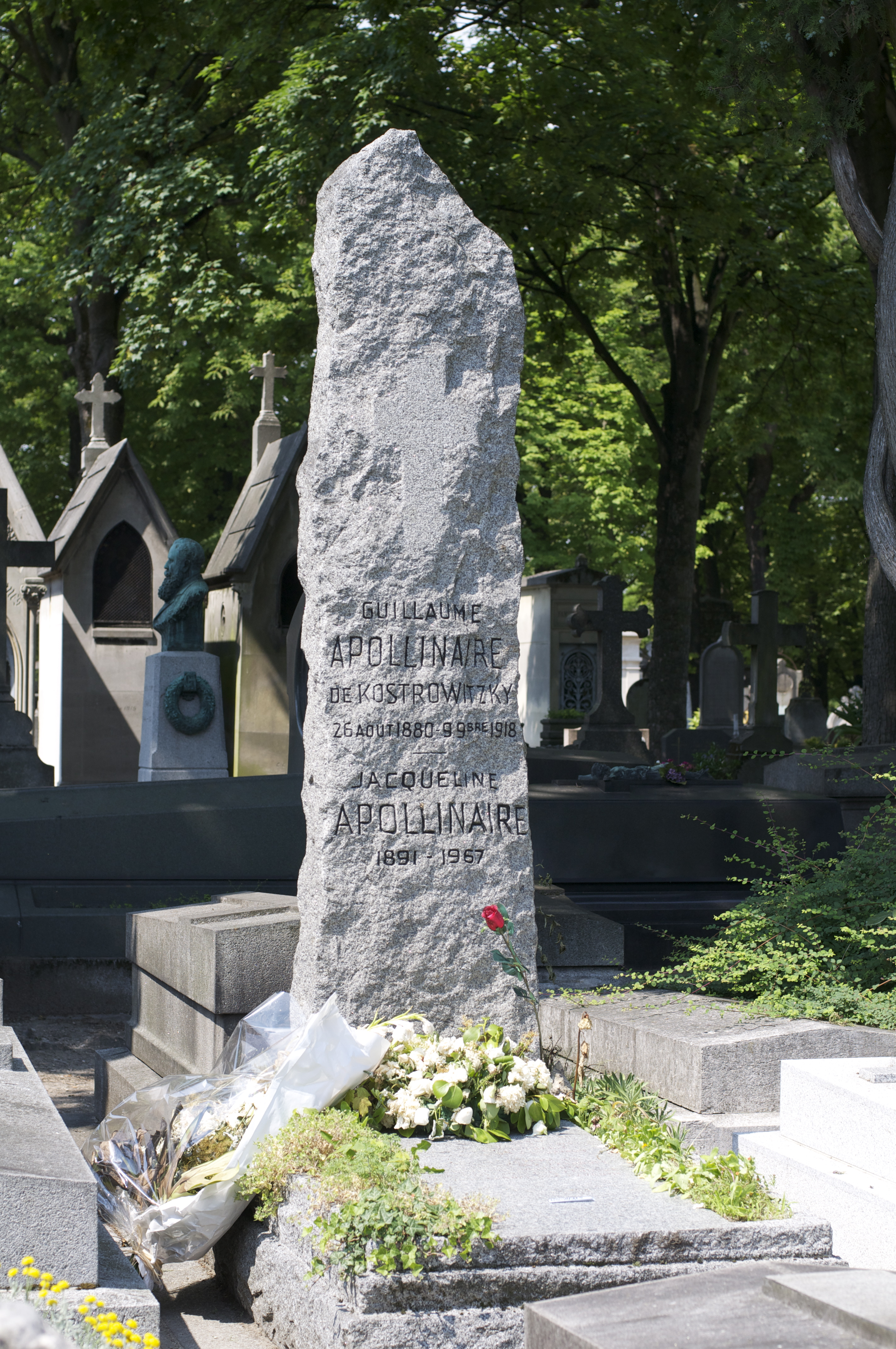
Могила Аполлинера на кладбище Пер-Лашез

- Лившиц Б. Аполлинер Г. Стихи // От романтиков до сюрреалистов. — Л.: Время, 1934. — С. 112—123. — 192 с.
- Аполлинер Г. Стихи / Пер. М. П. Кудинова. Статья и прим. Н. И. Балашова. — М.: Наука, 1967. — 335 с. — (Литературные памятники).
- Аполлинер Г. Избранная лирика. — М.: Книга, 1985. — 400 с. — 10 000 экз.
- Аполлинер Г. Стихи / Пер. М. П. Кудинова. — Кишинёв: Литературный фонд «Axul Z», 1996. — 208 с.
- Аполлинер Г. Стихи // Семь веков французской поэзии в русских переводах. — СПб.: Евразия, 1999. — С. 531—544. — 760 с. — ISBN 5-8071-0011-5.
- Аполлинер Г. Эстетическая хирургия. Лирика. Проза. Театр. — СПб.: Симпозиум, 1999. — 560 с. — ISBN 5-89091-070-1.
- Аполлинер Г. Мост Мирабо / Пер. М. Яснова. — СПб.: Азбука, 2000. — ISBN 978-5-9985-0904-9.
- Аполлинер Г. Пикассо. О живописи // Пространство другими словами: Французские поэты XX века об образе в искусстве. — СПб.: Изд-во Ивана Лимбаха, 2005. — С. 19—26. — 304 с. — 3000 экз. — ISBN 5-89059-064-2.
- Гелескул А. Аполлинер Г. Стихи // Избранные переводы. — М.: ТЕРРА-Книжный клуб, 2006. — С. 152—159.
- Аполлинер Г. Алкоголи. Эксмо, 2006, 352 с.
- Аполлинер Г. Стихотворения. — М.: Текст, 2008. — (Билингва).
- . Аполлинер Г. Стихи Пер. Н Стрижевской. — Versии Французская поэзия в переводах Натальи Стрижевской. М. Дом-музей Марины Цветаевой 2008 с.297-348
- Аполлинер Г. Бестиарий (Избранная лирика) Великие поэты. --М. СПб. Комсомольская правда Амфора 2012
- Аполлинер Г. Стихи / Пер. М. П. Кудинова. Статья и прим. Н. И. Балашова. — М.: Наука, 2018. — 335 с. — (Литературные памятники, изд. 2-е, стереотипное).
- Аполлинер Г. Стихи Пер. М Ваксмахера / Страницы европейской поэзии XX века. Переводы Мориса Ваксмахера—М Искусство и мода 1992 с.150-180
- Аполлинер Г. Стихи. Пер. Э Линецкой /Из французской лирики Переводы Э. Линецкой—Ленинград Художественная литература 1974 с.123-137

## Память

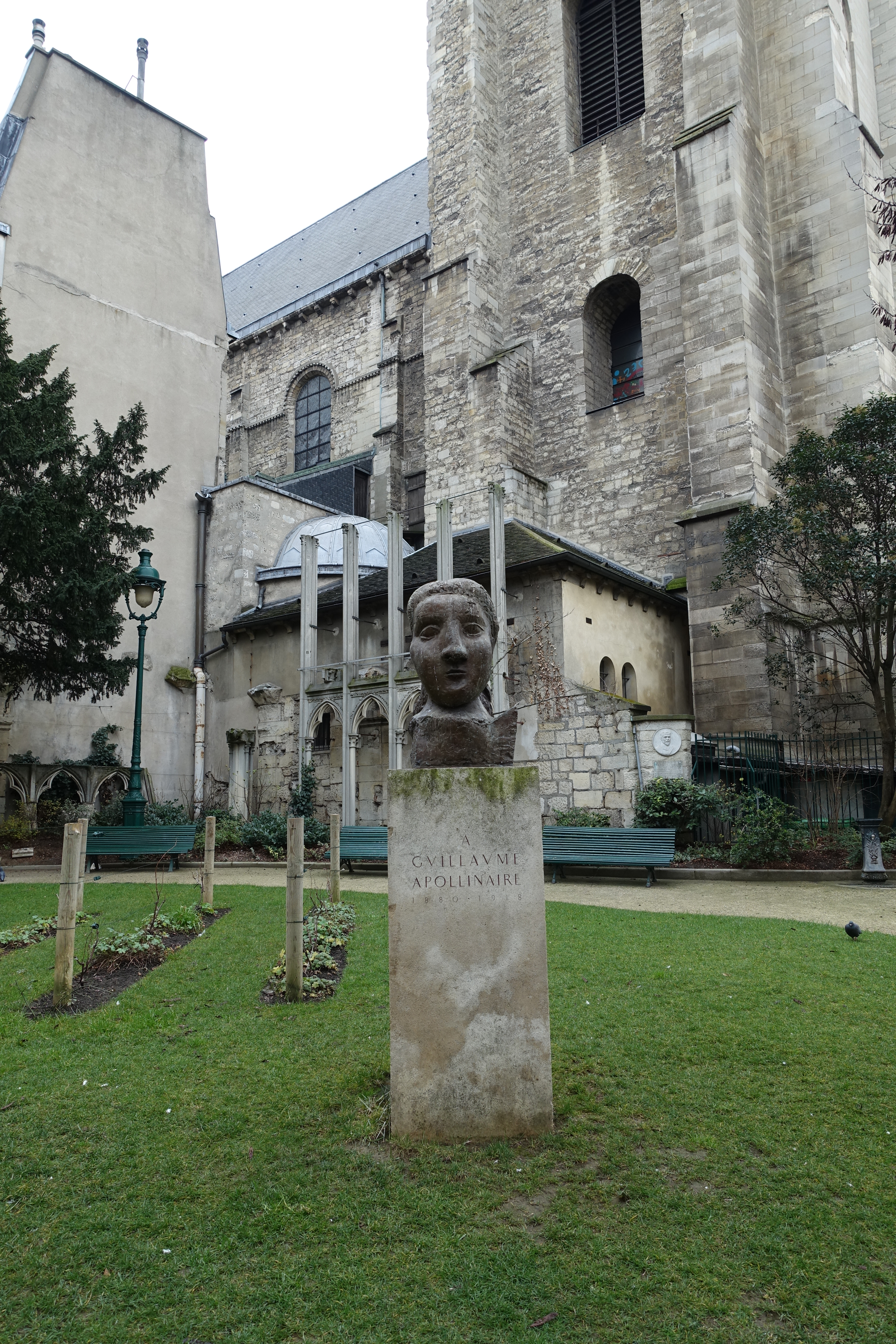
Бюст в сквере Лоран-Праш

- В шестом округе Парижа возле церкви Святого Германа в Лугах установлен бюст работы Пабло Пикассо. В 1951 году западная часть улицы Аббатства[фр.] была переименована в улицу Гийома Аполлинера.